# Emma Watson
Emma Charlotte Duerre Watson, angleška filmska in televizijska igralka in fotomodel, * 15. aprila 1990, Pariz, Francija.
Emma Watson je zaslovela kot Hermiona Granger s filmsko serijo Harry Potter. Za to vlogo je bila izbrana, ko je imela devet let, pred tem pa je igrala v šolskih predstavah. Med letoma 2001 in 2011 je poleg soigralcev Ruperta Grinta in Daniela Radcliffea igrala v osmih filmih iz filmske serije Harry Potter. Njeno delo v teh filmih ji je prislužilo mnogo nagrad in več kot 10.000.000 £. Z jesensko/zimsko kampanjo za podjetje Burberry je leta 2009 pričela tudi s svojo kariero fotomodela.
Leta 2007 je Emma Watson oznanila, da bo igrala v dveh filmih, ki nista iz serije filmov Harry Potter in sicer v televizijski upodobitvi romana Baletni copatki in v animiranem filmu Povest o Despereauxu. Film Baletni copatki je izšel 26. decembra 2007 in si ga je ogledalo 5,2 milijona gledalcev, animirani film Povest o Despereauxu, ki je temeljil na istoimenskem romanu pisateljice Kate DiCamillo, pa je izšel leta 2008 in zaslužil več kot 68 milijonov $ dobička.

## Zgodnje življenje
Emma Charlotte Duerre Watson se je rodila v Parizu, Francija, kot hčerka britanskih odvetnikov Jacqueline Luesby in Chrisa Watsona. Starši so jo poimenovali po njeni babici po očetovi strani, ki je po poroki postala Emma Charlotte Duerre Watson. Ena izmed njenih babic je Francozinja, Tudi Emma Watson sama je do petega leta živela v Parizu. Kasneje, ko sta se njena starša ločila, se je skupaj z mamo in mlajšim bratom Alexom preselila v Oxfordshire, Anglija.
Že od šestega leta dalje si je Emma Watson želela postati igralka in več let se je šolala na umetniški šoli Stagecoach, kjer se je učila petja, plesanja in igranja. Do desetega leta je že nastopila v veliko šolskih igrah, vključno z igrama Arthur: The Young Years in The Happy Prince, vendar pred franšizo Harry Potter nikoli ni igrala v filmu ali televizijski seriji. »Še sanjalo se mi ni, kakšne razsežnosti je ta filmska serija,« je povedala v intervjuju z revijo Parade leta 2007. »Če bi, bi bila že pokopana!«

## Kariera

### Harry Potter
Leta 1999 se je začelo izbiranje igralske ekipe za film Harry Potter in kamen modrosti, filmsko upodobitvijo istoimenskega romana britanske pisateljice J. K. Rowling. Agenti so Emmo Watson in njen talent odkrili preko njenega učitelja za igranje v Oxfordu in producenti filma so bili vidno očarani nad njeno samozavestjo. Po osmih avdicijah, je producent David Heyman Emmi Watson in njenima soigralcema Rupertu Grintu in Danielu Radcliffeu povedal, da so izbrani za vloge Hermione Granger, Rona Weasleyja in Harryja Potterja. Rowlingova je Emmo Watson podpirala vse od njene prve avdicije.
Prvi film iz serije, film Harry Potter in kamen modrosti, izdan leta 2001, velja za prebojni film Emme Watson in je hkrati tudi njen debitantski film. Film je podrl rekorde za najbolje prodajan film v prvem dnevu od izida in za najbolje prodajan film v prvem tednu od izida ter tako postal najbolje prodajan film v letu 2001. Kritiki so nastope vseh treh glavnih igralcev pogosto omenjali v časopisih, pri tem pa so večkrat izpostavili Emmo Watson; novinar revije The Daily Telegraph je njen nastop opisal kot »odličnega«, novinar revije IGN pa je napisal, da je Emma Watson »ukradla blišč drugih«. Emma Watson je za svoj nastop v filmu Harry Potter in kamen modrosti prejela pet nominacij za razne nagrade in svojo prvo nagrado Young Artist Award v kategoriji za »najboljšo mlado glavno igralko«.
Leto dni pozneje, torej leta 2002, je Emma Watson ponovno odigrala vlogo Hermione Granger v nadaljevanju serije, filmu Harry Potter in dvorana skrivnosti. Film sam je dobil mešane kritike, medtem ko so nastopi glavnih igralcev dobivali predvsem pohvale. Novinar revije Los Angeles Times je napisal, da so Emma Watson in njena soigralca med filmoma dozoreli, novinar revije The Times pa je kritiziral delo režiserja, Chrisa Columbusa, saj naj ne bi dal »dovolj poudarka« na lik Emme Watson. Emma Watson je od nemške revije Bravo za svoj nastop prejela nagrado Otto Award.
Leta 2004 je izšel tretji del iz serije Harry Potter, film Harry Potter in jetnik iz Azkabana. Emma Watson je bila s svojo vlogo zadovoljna, saj je bila bolj gotova v vlogi Hermione Granger, hkrati pa je svoj lik opisala kot »karizmatičnega« in »sijajnega za igranje«. Nastop Daniela Radcliffea so kritiki v glavnem kritizirali, saj so ga označili za »lesenega«, nastop Emme Watson pa so večinoma hvalili: novinar revije The New York Times je o njenem nastopu napisal: »K sreči je nastop g. Radcliffea nadomeščen z nastopom gdč. Watson in njeno zaigrano nestrpnostjo. Harry se lahko hvali s svojimi nečarovnimi sposobnostmi … ampak Hermiona … ta si zasluži najglasnejši aplavz za zagotovo nečarobni in s strani žrtve zasluženi udarec Dreca Malfoyja.« Čeprav film Harry Potter in jetnik iz Azkabana ostaja najslabše prodajani film iz celotne serije, so nastop Emme Watson zelo hvalili in nagradili so jo z dvema nagradama Otto Awards in nagrado revije Total Film v kategoriji za »otroški nastop leta«.
V letu 2005 sta s filmom Harry Potter in ognjeni kelih obe, Emma Watson in serija filmov Harry Potter, dosegli nove mejnike. Film je postavil rekord za najbolje prodajan film v prvem tednu od izida. Kritiki so večkrat omenjali Emmo Watson in njena najstniška sodelavca; večina jih je bila mnenja, da so v tem filmu pokazali tudi svojo zrelo plat. New York Times je njihov nastop opisal kot »ganljivo resnega«. Emma Watson je dejala, da se ji je najbolj smešna pri filmu zdela napetost med tremi glavnimi junaki. Dejala je: »Obožujem prepire … mislim, da je tako veliko bolj realistično, kot pa če bi trdili, da nihče izmed likov nima določenih težav.« Emma Watson je bila nominirana za tri nagrade in dobila nagrado Otto Award. Kasneje tistega leta je bila Emma Watson s petnajstimi leti najmlajša oseba, kar se jih je kdaj pojavilo na naslovnici revije Teen Vogue, kjer se je naslednjič pojavila aprila 2009. Leta 2006 je Emma Watson zaigrala Hermiono Granger v igri Kraljičina torbica na praznovanju 80. rojstnega dne kraljice Elizabete II. Angleške.
Peti film iz franšize Harry Potter, film Harry Potter in Feniksov red, je izšel leta 2007. Film je že samo v prvem tednu od predvajanja zaslužil 332,7 milijonov $. Emma Watson je za svojo vlogo Hermione, ki jo je odigrala tudi v tem filmu, prejela nagrado National Movie Award v kategoriji za »najboljši ženski nastop«. Emma Watson, Rupert Grint in Daniel Radcliffe so v kitajskem gledališču v Hollywoodu 9. julija 2007 pustili odtise rok, nog in palic, s katerimi snemajo franšizo Harry Potter skupaj z avtogrami.
Kljub uspehu petega filma iz serije, Harry Potter in Feniksov red, je prihodnost franšize ostajala v dvomih, saj so vsi trije glavni igralci oklevali, preden so podpisali pogodbo za filmsko upodobitev zadnjih dveh knjig. Daniel Radcliffe je nazadnje podpisal pogodbo 2. marca 2007, Emma Watson pa se je precej bolj obotavljala. Povedala je, da odločitev veliko pomembnejša, kot si kdorkoli lahko zamisli, saj bo, če bo podpisala pogodbo, za nadaljnja štiri leta zavezana k snemanju filmov. A nazadnje je tudi Emma Watson priznala, da »[vloge] Hermione nikoli ne bi mogla kar opustiti«, pogodbo pa je podpisala 23. marca 2007. Po sklenjeni pogodbi se je njena plača podvojila in za vsak film je dobila 2 milijona £; povedala je, da »so na koncu nad minusi prevladali plusi«. Snemanje šestega filma iz franšize se je začelo pozno leta 2007, Emma Watson pa je snemala od 18. decembra 2007 do 17. maja 2008.
Film Harry Potter in Princ mešane krvi se je premierno predvajal 15. junija 2009; najprej so izid filma napovedali za november 2008. Glavne igralce, ki so bili takrat v poznih najstniških letih, so kritiki kot vedno vzeli pod drobnogled in ugotovili, da so na isti stopnji igranja, kot vsi drugi igralci iz filma. Novinar revije Los Angeles Times jih je opisal kot »obsežen vodnik za sodobne igralce iz Velike Britanije«. Novinar revije The Washington Post je menil, da je bil to »najbolj očarljiv nastop [Emme Watson] do zdaj«, medtem pa je novinar revije The Daily Telegraph glavne igralce opisal kot »na novo osvobojene in napete igralce, ki si želijo v preostalih delih serije dati vse od sebe«.
Emma Watson je zadnja dva dela iz serije pričela snemati 18. februarja 2009, končala pa 12. junija 2010. Zaradi finančnih razlogov in predolgega scenarija so film posneli v dveh delih. Prvi del, Harry Potter in svetinje smrti - 1. del, so izdali novembra 2010, drugi del, Harry Potter in svetinje smrti - 2. del, pa julija 2011.

### Ostala filmska dela
Prva vloga Emme Watson, ki ni bila povezana s franšizo Harry Potter, je bila vloga v BBC-jevem televizijskem filmu Baletni copatki, filmski upodobitvi istoimenskega romana pisateljice Noel Streatfeild. Režiserka filma, Sandra Goldbacher, je Emmo Watson označila kot »popolno« za vlogo Pauline Fossil: »Ima občutljivo avro, ki te prisili, da jo pogledaš!« Film Baletni copatki si je ob izidu ogledalo več kot 5,7 milijonov gledalcev, vendar je s strani kritikov večinoma dobil slabe ocene. Emma Watson je dobila tudi glasovno vlogo princese Pee v animiranem filmu Povest o Despereauxu, otroški komediji, v kateri sta poleg nje zaigrala še Matthew Broderick in Robbie Coltrane, s katerim je sodelovala že v filmski seriji Harry Potter, kjer je igral Hagrida. Film Povest o Despereauxu je izšel v decembru 2008 in skupno zaslužila več kot 87 milijonov $ dobička. Ob izidu filma je Emma Watson večkrat poudarila, da si po koncu snemanja serije Harry Potter želi oditi na univerzo.
Maja 2010 so poročali, da Emma Watson sklepa pogodbo za igranje v filmski upodobitvi romana The Perks of Being a Wallflower. Snemanje filma se je pričelo poleti leta 2011. Istega meseca je oznanila, da bo zaigrala v videospotu glasbene skupine One Night Only, katere član je tudi njen prijatelj George Craig, ki ga je spoznala med snemanjem oglasov za zimsko/poletno oglaševalsko kampanjo za Burberry leta 2010. Videospot za pesem »Say You Don't Want It« so posneli 26. junija 2010, izdali pa 16. avgusta tistega leta na kanalu Channel 4. Njen prvi film po seriji Harry Potter je bil film My Week with Marilyn, v katerem je imela vlogo Lucy, asistentke kostumografa, ki odide na nekaj zmenkov z enim izmed glavnih junakov, Colinom Clarkom. Emma Watson je izrazila tudi zanimanje za igranje v muzikalu.

### Moda in kariera fotomodela
Leta 2008 so britanski mediji poročali, da bo Emma Watson nadomestila Keiro Knightley kot obraz modne hiše Chanel, vendar sta te govorice zanikali obe, tako Emma Watson kot Keira Knightley. V juniju 2009, več mesecev po govoricah, da bo sodelovala s podjetjem Burberry in sicer kot obraz njihove nove kampanje; bila je tudi fotomodel njihove jesensko/zimske kolekcije oblačil Burberry leta 2009. Kasneje se je skupaj s svojim bratom Alexom, glasbenikom Georgeom Craigom, Mattom Gilmourjem in Maxom Hurdom pojavila v oglasih za pomladno/poletno kolekcijo podjetja Burberry leta 2010. S svojo kariero fotomodela je nadaljevala še naprej, saj je marca 2011 posnela nekaj oglasov za podjetje Lancôme.
V septembru 2009 je Emma Watson potrdila svoje sodelovanje s podjetjem People Tree in modnim brandom Fair Trade. Emma Watson je z njimi sodelovala kot »kreativna svetovalka« za People Tree, v sodelovanju z njimi pa je izdala pomladno kolekcijo oblačil, ki je izšla v februarju 2010; linija vsebuje tudi obleke, ki so jih navdihnili slogi iz južne Francije in Londona. Kolekcija, ki jo je časopis The Times opisal kot »zelo pametno«, je bila zelo oglaševana v tabloidih, kot so You, Heat, Teen Vogue, Cosmopolitan in People. Emma Watson, ki ji za njeno delo niso plačali nič, je priznala, da je bila konkurenca za kolekcijo zelo majhna, vendar je hkrati tudi trdila, da je »moda enkraten način za pooblastitev ljudi in jih izučiti v spretnosti; raje, kot da dam denar v dobrodelne namene, ljudi prepričam v to, da kupujejo obleke in s tem pokažejo, da sem lahko ponosna na svoje delo«; dodala je tudi: »Mislim, da se mladi ljudje kot sem sama vedno bolj zavedamo humanitarnih vprašanj v zvezi z modo in se želijo pravilno odločiti, vendar ni dosti izbire.« Emma Watson je s podjetjem People Tree sodelovala tudi pri oblikovanju njihove jesensko/zimske kolekcije leta 2010.

## Zasebno življenje
Emma Watson je odrasla v ločeni družini, oba njena starša pa sta si po ločitvi našla novega partnerja. Njen oče ima sina Tobyja in hčerki, identični dvojčici, Nino in Lucy. Partner njene mame, njen očim, ima iz prejšnje zveze še dva sinova, ki »uradno bivata skupaj z njo«. Poleg polbratov in polsester ima Emma Watson še enega brata, Alexandra »Alexa«, ki se je pojavil v dveh filmih iz franšize Harry Potter. Poleg tega sta se tudi njeni polsestri, Nina in Lucy, kot mlada Pauline Fossil (starejšo je igrala Emma) pojavili v filmu Baletni copatki.
Po tem, ko se je Emma Watson preselila v Oxfordshire skupaj z mamo in bratom, se je začela šolati na šoli The Dragon, dokler se ni v juniju 2003 prešolala na dekliško šolo Headington, tudi v Oxfordshireu. Med snemanjem filmov je imela skupaj s svojimi soigralci najetega mentorja za pet ur na dan, saj je kljub temu, da se je osredotočila na snemanje, želela še naprej nadaljevati s šolanjem. V juniju 2006 je Emma Watson preko organizacije GCSE pregledala svoje znanje iz desetih pomembnejših predmetov in dobila osem odličnih ter dve nižji oceni. Zaradi svojih odličnih ocen je bila tarča mnogih prijateljskih posmehljivk na snemanju franšize Harry Potter. Leta 2008 je na preverjanju znanja dobila odlične ocene iz angleščine, geografije in umetnosti, leta 2007 pa za zgodovino umetnosti.
Po tem, ko je opustila šolanje, se je eno leto posvetila snemanju filmov, posnetih po romanu Harry Potter in svetinje smrti, ki se je začelo 18. februarja 2009, vendar je medijem povedala, da si »zagotovo želim oditi na univerzo«. Kljub številu različnih zgodb, ki so jih pripovedovali mediji, da se bo po posneti seriji Harry Potter šolala na kolidžu Trinity v Cambridgeu, univerzi Columbia, univerzi Brown ali univerzi Yale, je Emma Watson na koncu dejala, da se nerada odloči za samo eno ustanovo in da bo, takoj ko se bo odločila, na katero šolo bo odšla, to najprej objavila na svoji uradni spletni strani. V intervjuju z Jonathanom Rossom in Davidom Lettermanom je povedala, da namerava študirati liberalno umetnost v ZDA. V juliju 2009 so se sprožile še druge govorice o njeni izobrazbi: Revija The Providence Journal je poročala, da je Emma Watson izbrala univerzo Brown v Providenceu, Rhode Island. Emma Watson je svojo izbiro univerze poskušala skrivati, a sta jo po nesreči izdala Daniel Radcliffe in producent David Heyman med intervjujem za promocijo filma Harry Potter in Princ mešane krvi. Emma Watson je svojo izbiro končno tudi javno potrdila septembra 2009, ko se je začelo šolsko leto. Dejala je: »Želim si biti normalna … to želim narediti pravilno, kot vsi ostali. Dokler ne bom vstopila in videla, da so vse povsod plakati filmov Harry Potter bo vse v redu.« Po osemnajstih mesecih šolanja na šoli Brown je Emma Watson oznanila, da bo za »semester ali dva« opustila šolanje, da se osredotoči na snemanje filmov Harry Potter in svetinje smrti - 1. del in Harry Potter in svetinje smrti - 2. del ter ostale projekte. Kasneje je oznanila, da bo s svojim študijem nadaljevala jeseni, po poročanju medijev preko programa izmenjave na kolidžu Worcester v Oxfordu, zadnje leto pa naj bi zaključila na univerzi Brown.
S svojim delom v franšizi filmov Harry Potter je do julija 2007 zaslužila več kot 10 milijonov dolarjev, in priznala, da ji za denar nikoli ne bo potrebno delati - v marcu 2009 jo je revija Forbes uvrstila na šesto mesto svoje lestivce »najbogatejših mladih zvezd« v februarju 2010 pa je bila z 19 milijoni zasluženimi $ imenovana za najbolje plačano žensko v Hollywoodu. Kakorkoli že, zanikala je, da bo pustila šolo in postala poklicna igralka. Povedala je: »Ljudje ne morejo razumeti, zakaj tega nočem … ampak življenje v šoli me ohrani v stiku z mojimi prijatelji. Ohrani me v stiku z realnostjo.« Pravi, da podpira delo otroških zvezd, saj je tudi sama zadovoljna s svojim delom. Kot otroku so ji starši in sodelavci pomagali njeno delo spremeniti v pozitivno izkušnjo. Emma Watson si je zelo blizu z Danielom Radcliffeom in Rupertom Grintom, ki ju je opisala kot »edinstven sistem za podporo« ob vsem stresu, ki ga doživljajo ob filmskem delu, povedala pa je tudi, da sta po desetih letih skupnega dela »zares kot moja brata«.
Emma Watson obožuje muharjenje, plesanje, petje, tenis, umetnost in hokej. Samo sebe je opisala kot »nekoliko feministično«, pravi pa tudi, da obožuje Johnnyja Deppa in Julio Roberts.
Emma Watson podpira dobrodelno organizacijo Wild Trout Trust. Organizaciji je že večkrat darovala nekaj svojih starih reči, ki so jih pozneje prodali na dražbah, katerih zaslužek je odšel v dobrodelne namene.

## Filmografija
| Leto | Naslov                                  | Vloga            | Opombe                                      |
| ---- | --------------------------------------- | ---------------- | ------------------------------------------- |
| 2001 | Harry Potter in kamen modrosti          | Hermiona Granger |                                             |
| 2002 | Harry Potter in dvorana skrivnosti      | Hermiona Granger |                                             |
| 2004 | Harry Potter in jetnik iz Azkabana      | Hermiona Granger |                                             |
| 2005 | Harry Potter in ognjeni kelih           | Hermiona Granger |                                             |
| 2007 | Harry Potter in Feniksov red            | Hermiona Granger |                                             |
| 2007 | Baletni copatki                         | Pauline Fossil   | Televizijski film, prikazan samo na BBC One |
| 2008 | Povest o Despereauxu                    | Princesa Pea     | Glasovna vloga                              |
| 2009 | Harry Potter in Princ mešane krvi       | Hermiona Granger |                                             |
| 2010 | Harry Potter in svetinje smrti - 1. del | Hermiona Granger |                                             |
| 2011 | Harry Potter in svetinje smrti - 2. del | Hermiona Granger |                                             |
| 2011 | My Week with Marilyn                    | Lucy             |                                             |
| 2012 | The Perks of Being a Wallflower         | Sam              |                                             |

## Nagrade
| Year | Organisation                             | Award                                                                | Film                                    | Result |
| ---- | ---------------------------------------- | -------------------------------------------------------------------- | --------------------------------------- | ------ |
| 2002 | Young Artist Award                       | Najboljši nastop v filmu – Glavna mlada igralka                      | Harry Potter in kamen modrosti          | Da     |
| 2002 | American Moviegoer Award                 | Izstopajoča stranska igralka                                         | Harry Potter in kamen modrosti          | Ne     |
| 2003 | Otto Award                               | Najboljša ženska filmska zvezdnika                                   | Harry Potter in dvorana skrivnosti      | Da     |
| 2004 | Broadcast Film Critics Association Award | Najboljša mlada igralka                                              | Harry Potter in jetnik iz Azkabana      | Ne     |
| 2005 | Otto Award                               | Najboljša filmska zvezdnica                                          | Harry Potter in jetnik iz Azkabana      | Da     |
| 2005 | Broadcast Film Critics Association Award | Najboljša mlada igralka                                              | Harry Potter in ognjeni kelih           | Ne     |
| 2006 | MTV Movie Award                          | Best On-Screen Team                                                  | Harry Potter in ognjeni kelih           | Ne     |
| 2007 | ITV National Movie Award                 | Najboljši ženski nastop                                              | Harry Potter in Feniksov red            | Da     |
| 2007 | Nickelodeon Kids' Choice Award           | Najboljša filmska igralka                                            | Harry Potter in Feniksov red            | Da     |
| 2008 | Otto Award                               | Najboljša ženska filmska zvezdnica                                   | Harry Potter in Feniksov red            | Da     |
| 2009 | Scream Award                             | Najboljša fantazijska igralka                                        | Harry Potter in Princ mešane krvi       | Ne     |
| 2010 | Teen Choice Award                        | Fantazijska igralka                                                  | Harry Potter in Princ mešane krvi       | Ne     |
| 2011 | People's Choice Award                    | Najljubša filmska zvezda pod 25. letom                               | Harry Potter in svetinje smrti - 1. del | Ne     |
| 2011 | Kids' Choice Award                       | Najboljša filmska igralka                                            | Harry Potter in svetinje smrti - 1. del | Ne     |
| 2011 | National Movie Award                     | Nastop leta                                                          | Harry Potter in svetinje smrti - 1. del | Ne     |
| 2011 | MTV Movie Award                          | Najboljši ženski nastop                                              | Harry Potter in svetinje smrti - 1. del | Ne     |
| 2011 | MTV Movie Award                          | Najboljši poljub (skupaj z Danielom Radcliffeom)                     | Harry Potter in svetinje smrti - 1. del | Ne     |
| 2011 | MTV Movie Award                          | Najboljši pretep (skupaj z Rupertom Grintom in Danielom Radcliffeom) | Harry Potter in svetinje smrti - 1. del | Ne     |
| 2011 | Teen Choice Award                        | Izbira filma: Znanstveno fantastična/fantazijska igralka             | Harry Potter in svetinje smrti - 1. del | Da     |
| 2011 | Teen Choice Award                        | Izbira filma: Šminka (skupaj z Danielom Radcliffeom)                 | Harry Potter in svetinje smrti - 1. del | Da     |
| 2011 | Teen Choice Award                        | Izbira poletne filmske zvezde: Ženska                                | Harry Potter in svetinje smrti - 2. del | Da     |